# No. 4
Die No. 4 ist eine israelische Antipersonenmine, die technisch der sowjetischen PMD-6 ähnelt.
Sie kam in verschiedenen Ländern des Nahen Ostens zum Einsatz, aber auch in anderen Konfliktgebieten wie Angola oder den Falklandinseln.
Obwohl ihr Gehäuse aus Hartplastik besteht, ist die No. 4 im Vergleich zu anderen Minen dieses Materialtyps auch mit herkömmlichen Metalldetektoren relativ leicht zu orten.

## Beschreibung
Die Mine besteht aus einem meist grün gefärbten, rechteckigen Kunststoffkasten mit Scharnierdeckel, der den unteren Gehäuseteil umfasst. Die Hauptladung befindet sich in einem gesonderten Kasten, der etwa die Hälfte des Gesamtvolumens ausmacht. An der dem Scharnier entgegengesetzten Ende befindet sich ein Gewinde, in das die Zündgruppe geschraubt wird. Nachdem diese eingebaut wurden steht der Zünder und ein Sicherungsstift aus dem Minenkasten hervor. 
Im Libanon wurden modifizierte Modelle gefunden, bei der zur Erhöhung der Splitterwirkung Metallplatten auf die Oberseite geschraubt wurden. 
Die No. 4 ähnelt optisch der jugoslawischen PMA-1. 